# 蘇蘭·瓊斯
蘇蘭·安·瓊斯（Suranne Anne Jones，1978年8月27日—）是一名英國女演員及製作人。
瓊斯的第一個突出的角色是2000年至2004年在《加冕街》的角色-凱倫·麥克唐納（Karen McDonald）。離開該肥皂劇後，瓊斯繼續她的電視生涯，包括 Vincent（2005-06年）、Strictly Confidential（2006年）和 Harley Street（2008年）。她在迷你系列Unforgiven（2009年）飾演一位被定罪的兇手Ruth Slater中得到非常好的評價。
在2011年至2016年間，蘇蘭瓊斯在警探犯罪偵查電視劇Scott & Bailey中飾演主角偵探 Rachel Bailey，這是一部由蘇蘭瓊斯和女演員Sally Lindsay所構思發展而來的電視劇。蘇蘭還在2016年擔任第五和最後一系列的执行制片人。她在《福斯特醫生》(2015年～2017年）裡飾演一位成功卻遭受背叛的家庭醫生Gemma Foster。她的演出讓她獲得多個獎項，包括在2016年Broadcasting Press Guild奖和BAFTA TV Award for Best Actress。蘇蘭也在其他劇中演出，包括Single Father、Five Days（2010）、The Crimson Field（2014年）、Save Me（2018年）和 《绅士傑克》（2019年）。
瓊斯也演出舞台劇，作品包括A Few Good Man（2005年）、Blithe Spirit（2009年）、Top Girls（2011年）、Beautiful Thing（2013年）和 Orlando（2014年）。
瓊斯近年出演了多部電視劇，包括：BBC電視劇《福斯特醫生》（2015-2017年）、BBC One與HBO聯合製作的《绅士傑克》主角安妮·李斯特（2019年)以及BBC電視劇《守夜號》（2021年)。

## 成長簡歷
蘇蘭·瓊斯出生後被取名為莎拉·安·瓊斯 (Sarah Anne Jones)，於1978年8月27日出生於查德顿， 她的父親Chris和母親Jenny Jones分別是工程師和秘書 她有一位哥哥-蓋瑞。 瓊斯是一名天主教徒，牧師向她父親建議取她曾祖母的名字Sarah Anne，而不是Suranne，因為Suranne不是“一個正式的名字”。
瓊斯在一間在Foxdenton小徑上的房屋長大， 周圍有兩個農場和他們的田園。她最早的記憶之一就是當他們在房裡喝茶時，總是看到牛正望著窗內。 小時候的她，非常喜歡說話。她回憶說牧師總會對她說：「當我祈禱時，妳可以稍微集中一下妳的注意力。」 另外，瓊斯飽受一種害怕看到手腕上靜脈分布的恐懼症。她認為這很可能是受從小觀看耶穌被釘在十字架上的圖片和那帶有象徵恥辱的傷口印象所發展出來的。
瓊斯在曼徹斯特大曼彻斯特米德尔顿的紅衣主教蘭利羅馬天主教高中 接受教育。 談到她的童年時代，她認為「我覺得我一直想要與眾不同，學校另我感到非常悶。」她也說：「我在學校也被霸凌過，這我讓我退卻且想放棄我自己。我後悔讓這種情況發生」。 她成為 Oldham Theatre Workshop 的成員， 在那裡她與 Antony Cotton 成為朋友，Antony在加冕街戲劇中扮演 Sean Tully。 她後來也完成並得到 BTEC 在表演藝術方面的文憑 ，雖然她認為“這與戲劇學校是不完全相同的”。

## 演員生涯

### 2005年之前
瓊斯在16歲時開始演出。 《泰晤士報》的 Andre Billen“認為她的職業生涯是從16歲就開始。他寫道“瓊斯8歲就上台了。 瓊斯也提到她的第一個角色是Wait Until Dark 裡的Gloria ，當時她才八歲。 之後她加入工會Equity。工會規則規定每個工會成員必須用別名，而非使用她的本名，所以她採用'Suranne'這個名字加入工會。 她在15歲時獲得了一名經紀人，於是開始在劇院演出。 瓊斯的電視生涯始於1997年開始。1997年4月在《加冕街》飾演 Chris Collins（马修·马斯登飾演）的女友- Mandy Phillips。然後，她拍了一個Maltesers的電視廣告, 客串演出了如City Central劇，並在My Wonderful Life”中飾演一個小角色。她曾試鏡一肥皂劇《愛默戴爾》上中的 Charity Dingle 角色，成為最後四位具潛力的演員名單之一， 然而角色最終由Emma Atkins 獲得。另外，雖然當蘇蘭看到 Jennifer James 試鏡加冕街戲劇中Geena Gregory角色的表現時，覺得Jennifer應該會獲得該演出機會，但她還是試鏡了Geena Gregory的角色。
2000年，在她試鏡Geena Gregory失敗幾週後，瓊斯與《加冕街》 執導聯繫。後來執導提供她一個新的角色。 於是，瓊斯扮演Karen Phillips，並於6月21日首次亮相。在戲劇中與Steve McDonald (Simon Gregson 飾演)結婚後，她的新角色則冠夫姓成為Karen McDonald。她的角色被形容為“戴著環形耳環的鬥牛犬” 和“维多利亚·贝克汉姆 的崇拜者”。 但這一角色引起了大眾的對她注意，其中在她與劇中競爭對手 Tracy Barlow (凯特福特)爭鬥的影集中，吸引了數百萬的觀眾觀賞; 而在另外一集，崔西·巴洛（史帝夫前妻）及史帝夫的女兒-艾米巴洛，毀了凱倫和史蒂夫的婚禮該集，也創造了1630萬觀眾觀賞。 瓊斯也開始為FHM 和 Loaded 等男性雜誌擔任模特兒。她說：「當時我21歲。在加入Corrie的三個星期內，我在Barbados拍攝比基尼[...]，我很容易受到影響，當時我對所有事情都只會回答“是”，因為我想保住我的工作」。新聞記者說：「拍攝比基尼，你就會成為新的年輕時髦性感女郎」。瓊斯也說：「我們都在那時期作這種選擇，但我很快意識到我需要專注在我正在做的事情」。
2004年5月，瓊斯宣布離開在《加冕街》中飾演了四年的Karen這個角色。她提到“我生活和呼吸都活在Karen McDonald角色裡”，並描述在《加冕街》讓她“精疲力竭”。 她在2004年的節禮日最後一次演出Karen。瓊斯對於她在《加冕街》的Karen McDonald角色評論說：「雖然她很聰明，我很享受這角色，但我必須離開」。

### 2005年-2010年
瓊斯表示在她離開《加冕街》之後，她收到了許多有關參與真人節目的邀請，但她拒絕了，並諷刺說：「該節目確實可以讓你賺很多錢和吃鱷鱼的身體，或者其他任何東西。」瓊斯沒有理會真人秀節目的邀請。2005年秋天，瓊斯演出了一部偵探劇-Vincent，該戲劇以雷·溫斯頓 真實故事為背景。 這是瓊斯自離開Coronation Street肥皂劇之後的第一個電視劇的角色。同年，她在西區劇院裡的A Few Good Man 舞台劇中與罗伯·劳和 约翰·巴洛曼對戲，之後獲得 Theatregoers' Choice Award 的最佳女配角。 她還出現在BBC1釋出的電視電影Celebrate Oliver! 中。2006年，她與Justin Moorhouse 以及《加冕街》同事John Savident 一起出演了曼徹斯特歌劇院的 Frozen。她也出現在 Kay Mellor執導的電視劇 Strictly Confidential 中，飾演一名雙性戀的治療師。
在2007年元旦，瓊斯與Helen Baxendale以及Dean Lennox Kelly 演出了一部以約克郡和倫敦為主背景的黑色喜劇片Dead Clever，該喜劇在ITV1播放。2007年秋天，瓊斯在電影 Terms of Endearment 改編的舞台劇中飾演Emma，並進行了一次全國巡演。劇中與Linda Gray以及 John Bowe 對戲。 2008年，她在ITV醫療系列影集 Harley Street 中扮演女主角瑪莎。她的表現引起了不同的評論。一位評論家評論了這個角色擁有一個“荒謬”的重口音; 該節目沒有大獲好評且加上收視率不佳，僅在一個系列之後就宣告結束拍攝。
2009年1月，瓊斯出現在ITV1製作的Unforgiven 中。她在該劇扮演Ruth Slater- 一名之前因謀殺兩名警察而剛結束15年服刑的女子。 她本身是自然深棕色髮，但應角色特質要求，瓊斯將頭髮"完全"染成“煙草黃色”。 當瓊斯沒有拍攝該劇時，她開玩笑的說：「我真的應該戴個假髮」。 此外，Ruth這角色始終沒有化妝。當拍攝時，瓊斯總感到“相當暴露”，更表示：「我不認為Ruth不會想上任何妝」 之後，瓊斯收到了有關她該劇演出的好評。《獨立報》的Brian Viner對瓊斯的表演寫道：「一個令人驚嘆的表演，一部可被提名英國電影和電視藝術學院的劇。哎呀！在獎的背後，她甚至可能被推進電影，為金球獎帶些北國的感覺」。 Viner總結了他對Unforgiven 的評論，他說：「五顆星，而第六顆給瓊斯」。 瓊斯也說：「我喜歡這個角色，這情形通常很少出現。廣播單和小報都可以看到Ruth，我認為這給了我一點肯定」。
在該年11月，她在《珍姐科幻大冒險》中扮演蒙娜麗莎。 12月，瓊斯在由诺埃尔·科沃德製作的Blithe Spirit 舞台劇演出，並在曼徹斯特皇家交易所劇院表演直到2010年1月下旬。  瓊斯在2010年南岸秀獎最後一次舉行中的項目中被提名並有機會獲得時代突破獎，但最後她卻輸給了David Blandy。  在討論她的提名時，她說：「你確實質疑'我究竟突破了什麼？'我突破了那些人認為我在Coronation Street上是一個尖叫女妖的看法嗎？還是我已努力工作過且我變得更好？這是可以認為我都好的時候嗎？我不知道我突破了什麼，但我知道為努力工作且因受肯定而被拍背的感覺是很好的」。  瓊斯被《泰晤士報》的Andrew Billen 描述為“那些勇敢，才華橫溢的少數人。她們在肥皂上掙得翅膀，然後光彩奪目”。 2010年3月，瓊斯出演了Five Days ，這是與2007年同名系列的一個非連續電視劇。她與女主角DC Laurie Franklin一同出演。該年後期，她在BBC1 電視劇Single Father 中飾演Sarah，這個角色愛上了一位鰥夫 Dave (大衛·田納特），Dave之前娶了Sarah已故的好友。

### 2011年～2016年
2011年5月，瓊斯在《異世奇人》影集 The Doctor's Wife 中飾演 Idris角色。瓊斯是該劇作家尼爾·蓋曼預想的女演員。用瓊斯的話來說，扮演Idris的角色是“古怪、漂亮但看起來很特別，而且很有趣”。 《衛報》評論家Dan Martin馬丁指出，“蘇蘭·瓊斯可以說是現在所有客串明星必須在這裡受評判的標準[...]瓊斯在整個過程中充滿了激情”。 之後，瓊斯在ITV的偵探影集Scott＆Bailey 中飾演DC Rachel Bailey，與飾演DC Janet Scott的Lesley Sharp 對戲。該系列的靈感是來自瓊斯和她的前加冕街演員的John和Sally Lindsay的討論。  經過熱烈的觀看人數和溫和批判的成功後，Scott＆Bailey 在2012年至2016年期間又開拍了四個系列，其中瓊斯擔任第五系列的執行製作人。 
2011年7月，瓊斯出演了Top Girls 舞台劇中的Marlene- 一位生活在英國柴契爾時期的職業女性。該劇由Garyl Churchill 編劇，並在奇切斯特的Minerva劇院演出。《衛報》的評論家Michael Billington評論道：「蘇蘭娜·瓊斯（Suranne Jones）出色的捕捉到了馬琳所隱藏的遺憾」。 該舞台劇製作後來被轉移到倫敦西區的特拉法加工作室。2011年8月，宣布瓊斯將與約翰·漢納 一起出演由 查理·布鲁克和 Daniel Maier所編寫的惡搞偵探劇 A Touch of Cloth 。該節目於2012年8月在Sky1播出。 瓊斯飾演DC Anne Oldman，也就是DCI Jack Cloth（Hannah）“勇敢，嚴肅的搭檔”。2012年3月，瓊斯開始拍攝《鬼宅秘闻》，這是改編自詹姆斯·赫伯特2006年出版的同名小說。瓊斯扮演Eve Caleigh- 一位試著從失去兒子之後繼續生活而搬到了Crickley Hall的母親，她總是被超自然的事件所困擾。瓊斯將這個系列描述為“經典鬼屋冷影與內心充滿情感的家庭故事。” 在2013年，在紀念劇作家Jonathan Harvey 20週年Beautiful Thing的舞台劇上 ，瓊斯再次重返倫敦舞台。該劇於4月13日至5月25日在倫敦藝術劇院，之後進行短暫的全國巡演。 2013年，瓊斯在 Playhouse Presents 影集中一集中飾演她自己本人。該劇是一部關於戲劇愛好者的喜劇，並在Sky Arts上播出。之後，瓊斯在Lawless扮演一名在"那陰暗深處的法庭系統中，掙扎地保持其清晰頭腦”的年輕法官。該集作為Drama Matters鏈電視試播集並在Sky1播出。
八月，宣布瓊斯將在英國廣播公司劇集The Crimson Field，一部以第一次世界大戰期間在法國的一家醫院為背景，與 Hermione Norris 和 Oona Chaplin 對戲。這部戲劇於8月開始拍攝，並於2014年4月播出，這是瓊斯參演時代劇的首部作品。 2014年2月，瓊斯在曼徹斯特皇家交易所演出Sarah Ruhl 改編自弗吉尼亚·吴尔夫之《奧蘭多》小說的舞台劇。該劇受到評論家的積極評價，瓊斯的表演被《衛報》的Matt Trueman描述為“精湛” 雖然《每日郵報》的 Quentin Letts 給出了更為複雜的評論，他認為瓊斯“也許缺乏該角色必要的輕飄、超凡特質"。
2015年9月，瓊斯在英國廣播公司One製作的驚悚影集-Doctor Foster，飾演一位全科醫生。在她開始懷疑丈夫不忠之後，她的生活也跟著破碎。 該影集贏得了廣泛的讚譽，《無線電時報》指出“Suranne Jones，不可阻擋的輝煌，一個生涯最佳的演出”; 該雜誌將Doctor Foster 列為2015年40大最佳電視節目綜述的第二名。 也因為這出影劇成功獲得肯定，使得瓊斯在2016年分別獲得了英國國家電視獎的最佳戲劇表演獎、 廣播新聞行業協會獎的最佳女演員，以及皇家電視學會的最佳女演員獎。

### 2017年～至今
2017年9月，在Doctor Foster第二個系列首播，也獲得了積極的批評。 瓊斯原本對是否繼續拍攝此電視劇是舉棋不定，但在聽到作家Mike Bartlett的劇本計劃之後，瓊斯完全被說服。 她還擔任Doctor Foster第二季的副製片人，該季於2016年秋季拍攝。自從演出Doctor Foster之後，瓊斯希望現實中不會有理由去警告她先生因背叛婚約的這件事，讓她變成像劇中Gemma一樣的復仇之狼。
從2018年2月到5月，瓊斯回到了西區劇院，重現了 Bryony Lavery 的Frozen 舞台劇，並在皇家剧院Haymarket 演出。瓊斯飾演Nancy- 一個小孩被綁架的悲傷母親，與Jason Watkins對戲 雖然製作收到了不同的評論，但瓊斯的表現很受歡迎。《每日郵報》給予評價“極好”《獨立報》則稱之為“毫不畏縮的真實和率直”。 然而，瓊斯因為生病而錯過了該劇最後那三個月四場的演出，這件事被引述此劇“影響深遠”的題材是她生病的一個導因。
瓊斯於2017年7月簽約飾演由Sally Wainwright編劇、製作和導演的《绅士傑克》主角- 安妮·李斯特。該電視劇由BBC和 HBO 聯合製作，以安妮·李斯特的真實日記內容為基礎。該角色是1980年代英國約克郡的實業家，也是一位女同性戀者。 2018年5月下旬，瓊斯開始拍攝。 《獨立報》描述瓊斯是“Sally Wainwright非官方劇組的核心成員” 然而，該劇是瓊斯與Sally Wainwright的第四次合作了。《绅士傑克》（Gentleman Jack）在第一季播出第一集之後廣受好評。預計在2020年開拍第二季。瓊斯描述安妮·李斯特是一個"鼓舞人心"的角色。為了此角色，她還深入了解安妮·李斯特本人。她形容安妮·李斯特是：「一位高尚、不可愛、有缺陷、美麗的人。忠於自己。對自己（和其他人）苛刻。她是個完美主義者。一個自我教育者。她對女人的愛是存有歡欣的。然而當她心碎時是非常悲傷的，且她心碎很多次。她是一個照顧者。她有趣。有點殘酷。而且她有點呆但敏感。她就是一切。你得飾演以上所有個性，要找到一個常數是困難的事情。」在談論她為什麼簽約飾演時，她說：「我已做了一個決定。比起那些偷走你靈魂的角色，我更想追求這類的角色; 就是你付出你的靈魂去飾演這類"鼓舞人心"的角色，然後某些程度上你在為主角本人而戰，因為這一切都情有所因。我想要更多這類的角色。」
2019年11月1日，瓊斯和Half Moon Theatre 合作發行了“Symphony”的封面，作為BBC貧困兒童(Children in Need)專輯Got It Covered的一部分。 瓊斯還在專輯的封面曲目“It Must Be Love”中無償提供了她的錄音。

## 個人生活
她曾在2003年與工程師Jim phelan訂婚，但後來分手了。接著2004年與加冕街的演員Jonathan Wreather有段感情，但2005年也以分手收場。在她遇見她先生之前，瓊斯的最後一段戀情是與義大利水手Lorenzo Giove交往。兩人從朋友關係開始，最後也分手了。。
2015年，瓊斯與大他十歲的丈夫Laurence Akers（自由編劇兼前雜誌編輯）在六週旋風式浪漫的交往後就結婚了，兩人住在倫敦的馬斯韋爾山。 瓊斯與她先生在2013年她好友 Sally Lindsay與 Steve White的婚禮上認識。 瓊斯在接受British Vogue採訪時表示，她婚後的法定名是Sarah Anne Akers。 瓊斯於2016年3月產下一子。
瓊斯一直參與各種慈善組織。瓊斯十幾歲的時候，她的母親被診斷出患有乳腺癌。瓊斯說：「當時我們一起參與乳癌相關活動。我還參加很多慈善路跑。」 瓊斯還與基督教援助組織合作，並前往塞拉利昂和刚果民主共和国 (Sally Lindsay一起)，幫助有關愛滋病、婦女權力和童兵的援助計畫。

## 相關作品

### 電影與電視劇
| 開播年份     | 劇名                                                | 角色                   | 演出集數                      |
| ------------ | --------------------------------------------------- | ---------------------- | ----------------------------- |
| 1997年       | 加冕街 Coronation Street                            | 曼迪·菲利普斯          | 1集                           |
| 1998年       | 城市的中心                                          | 艾                     | "一個安静的夜晚"              |
| 1998年       | The Grand                                           | Liz                    | 1集                           |
| 1999年       | 我的精彩生活                                        | 琳達                   | 5集                           |
| 2000-2004年  | 加冕街 Coronation Street                            | 凱倫·麥當勞            | 494集                         |
| 2004年       | Punch                                               | 朱迪                   | 短片                          |
| 2005年       | 慶祝"奥利弗!"                                       | Nancy                  | 電視電影                      |
| 2005-2006年  | 文森特                                              | 貝絲                   | 8集                           |
| 2006年       | Strictly Confidential                               | 琳達·娜爾遜            | 6集                           |
| 2007年       | Dead Clever: The Life and Crimes of Julie Bottomley | Julie Bottomley        | 電視電影                      |
| 2008年       | 哈利街                                              | 博士瑪莎·埃利奥特      | 6集                           |
| 2009年       | 不可饒恕                                            | 露絲·斯莱特            | 3集                           |
| 2009年       | 珍姐科幻大冒險                                      | 蒙娜麗莎               | 2集                           |
| 2010年       | 五天                                                | DC蘿莉·富蘭克林        | 5集                           |
| 2010年       | 單身父親                                            | 莎拉                   | 4集                           |
| 2011年       | Doctor Who                                          | Idris                  | "醫生的妻子"                  |
| 2011年2016年 | Scott & Bailey                                      | Sergeant Rachel Bailey | 系列1-5 33集 (執行製作人:3集) |
| 2012-2014年  | 觸摸的布料                                          | DC安妮·奥德曼          | 6集                           |
| 2012年       | The Secret of Crickley Hall                         | Eve Caleigh            | 3集                           |
| 2013年       | 劇院的禮物                                          | Suranne Jones          | "Stage Door Johnnies"         |
| 2013年       | Lawless                                             | 莱拉佩蒂特             | 試播                          |
| 2014年       | 深红色的領域                                        | Sister Joan Livesey    | 6集                           |
| 2015年       | Doctor Foster                                       | Gemma Foster           | 10集 (協助製作人：系列2)      |
| 2015年       | 一顆聖誕星                                          | 達西小姐               | 故事片                        |
| 2016年       | Brian Pern: 45 Years of Prog and Roll               | Astrid Maddox Pern     | 1集                           |
| 2018年       | 救救我                                              | Claire McGory          | 6集                           |
| 2018年       | Vanity Fair                                         | 平克顿小姐             | 2集                           |
| 2019年       | 绅士傑克 Gentleman Jack                             | 安妮·李斯特            | 主角                          |
| 2020年       | The Final Round                                     |                        | （前）製作人                  |
| 2020年       | Vigil                                               | DCI Amy Silva          | 前製作人                      |

### 舞台劇
| 年     | 劇名               | 角色           | 演出劇院              |
| ------ | ------------------ | -------------- | --------------------- |
| 2005年 | A Few Good Man     | 喬安妮·加洛威  | 皇家劇院              |
| 2006年 | 白雪公主和七個矮人 | 白雪公主       | 曼彻斯特歌劇院        |
| 2007年 | 母女情深           | 艾瑪格林威霍頓 | 纽约皇家劇院          |
| 2009年 | 布洛依的精神       | 露絲·康德明    | 皇家交易所 (曼徹斯特) |
| 2011年 | 頂级的女孩         | 馬琳           | Minerva劇院           |
| 2013年 | 美麗的东西         | 桑德拉         | 藝術劇院              |
| 2014年 | 奧蘭多             | 奥蘭多         | 皇家交易所 (曼徹斯特) |
| 2018年 | Frozen             | Nancy          | 皇家劇院              |

## 提名與獲獎
| 年     | 被提名影集              | 獎項                           | 獲獎結果 |
| ------ | ----------------------- | ------------------------------ | -------- |
| 2003年 | 加冕街Coronation Street | 國家電視獎-最佳女演員          | 提名     |
| 2004年 | 加冕街Coronation Street | 英國肥皂劇獎-最佳女演員        | 獲獎     |
| 2004年 | 加冕街Coronation Street | 國家電視獎-最佳女演員          | 獲獎     |
| 2005年 | 加冕街Coronation Street | 英國肥皂劇獎-最佳女演員        | 獲獎     |
| 2005年 | A Few Good Men          | 戲迷選擇獎-最佳女配角          | 獲獎     |
| 2009年 | 不可饶恕                | 皇家電視學會 獎-最佳女演員     | 提名     |
| 2009年 | 不可饶恕                | 南岸表演獎-最佳突破獎          | 提名     |
| 2010年 | 五天                    | 國家電視獎-傑出戲劇獎          | 提名     |
| 2010年 | 五天                    | 視的選擇獎-最佳女演員          | 提名     |
| 2011   | Scott &amp; Bailey      | 皇家電視學會 獎-最佳戲劇表演獎 | 獲獎     |
| 2012年 | Scott &amp; Bailey      | 國家電視獎-最佳女性戲劇表演獎  | 提名     |
| 2013年 | Scott &amp; Bailey      | 國家電視獎 -最佳女性戲劇表演獎 | 提名     |
| 2013年 | 美麗的东西              | WhatsOnStage獎 最佳女主角      | 提名     |
| 2014年 | Scott & Bailey          | 國家電視獎 -最佳電視偵探       | 提名     |
| 2014年 | Orlando                 | 英國戲劇獎- 最佳舞台表演       | 提名     |
| 2015年 | Orlando                 | 曼徹斯特劇院獎                 | 提名     |
| 2016年 | Doctor Foster           | 國家電視獎- 最佳戲劇表演獎     | 獲獎     |
| 2016年 | Doctor Foster           | 廣播新聞協會獎- 最佳女主角     | 獲獎     |
| 2016年 | Doctor Foster           | 皇家電視學會 獎- 最佳女演員    | 獲獎     |
| 2016年 | Doctor Foster           | 英國電影學院電視獎-最佳女主角  | 獲獎     |
| 2016年 | Doctor Foster           | 視的選擇獎-最佳女演員          | 提名     |
| 2018年 | Doctor Foster           | 國家電視獎- 最佳戲劇獎         | 獲獎     |
| 2019年 | 紳士傑克 Gentleman Jack | 電視時段獎-最佳女演員          | 獲獎     |
| 2020年 | 紳士傑克 Gentleman Jack | 國家電視獎- 最佳戲劇表演獎     | 提名     |
| 2020年 | 紳士傑克 Gentleman Jack | 廣播新聞協會獎- 最佳女主角     | 提名     |
| 2020年 | 紳士傑克 Gentleman Jack | 皇家電視學會 獎-最佳女演員獎   | 提名     |
| 2020年 | 紳士傑克 Gentleman Jack | 英國電影學院電視獎-最佳女主角  | 提名     |